# Matèria QCD

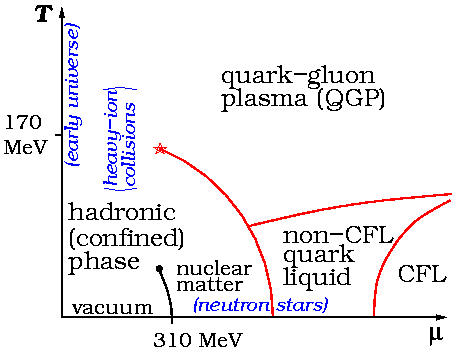
Diagrama de fases esquemàtic de la matèria QCD (quarks i gluons) en el pla temperatura (MeV) versus potencial hadro-químic (MeV).

En física de partícules, la matèria QCD es refereix a qualsevol de les fases teòriques de la matèria on els graus de llibertat inclouen quarks i gluons interaccionant mitjançant la força forta descrita teòricament per la Cromodinàmica Quàntica (QCD). Aquestes fases teòriques tenen lloc a densitats i/o temperatures extremadament altes, en alguns casos mil milions de cops més altes de les que poden ser produïdes i manipulades durant un temps als laboratoris. Sota aquestes condicions extremes, l'estructura familiar de la matèria, on els constituents bàsics són nuclis (fets de nucleons que són estats lligats de quarks) i electrons, és trencada, i és més apropiat de tractar els partons (quarks i gluons) com els graus de llibertat bàsics.

## Diagrama de fases de la QCD
El diagrama de fases de la matèria feta de quarks i gluons és aproximadament conegut com mostra la figura en el pla de temperatura T versus potencial químic μ (que mesura la diferència entre la densitat de quarks i antiquarks en el sistema). Les diferents fases indicades són:
- Matèria nuclear: Estat ordinari de la matèria a baixes temperatures per a potencials hadroquímics (o densitats) de l'ordre de la massa del protó.
- Matèria hadrònica: Estat excitat de la matèria QCD per temperatures creixents i/o densitats moderades, on els nuclis es trenquen en hadrons (mesons i barions excitats).
- Matèria de neutrons: Estat de la matèria QCD per molt baixes temperatures però altes densitats com les trobades dins les estrella de neutrons.
- Líquid de quarks amb els nombres quàntics de color i el sabor bloquejats (CFL) o no bloquejats (non-CFL) a densitats ultra-denses i temperatures. L'estat CFL és també anomenat "superconductor de quarks".[1][2] S'ha proposat que algunes estrelles compactes poden estar compostes majoritàriament o enterament de matèria de quarks i han estat anomenades estrelles de quark o estrelles estranyes.
- Plasma de quarks i gluons (QGP): L'estat de la matèria QCD a molt altes temperatures i/o densitats. La línia que separa la fase hadrònica del QGP acaba en un punt crític.[1][2][3] En l'univers inicial, uns quants microsegons després del big-bang la matèria, expandint-se i refredant-se, va passar de l'època QGP a la fase hadrònica.

## Estudis experimentals i teòrics
Experimentalment, aquests estats superdensos i/o supercalents de la matèria QCD només poden estudiar-se en (i) col·lisions d'ions pesants als acceleradors d'alta energia, (ii) en els raigs còsmics de molta alta energia que col·lideixen amb els nuclis d'aire a l'alta atmosfera terrestre, i (iii) en observacions d'estels compactes.
Teòricament, l'estudi de l'estructura de fase de la QCD és difícil car la teoria pertorbativa només és aplicable a temperatures asimptòticament altes i la fase d'alta densitat requereix teories que puguin tractar sistemes altament acoblats. Algunes de les aproximacions estàndards són:

### QCD en el reticle
L'única eina que existeix de tractar la QCD a alt acoblament per mitjà de càlculs d'ordinador de "força bruta". A causa d'un obstacle tècnic conegut com el problema de signe del fermió, aquest mètode només pot ser utilitzat a densitat baixa i temperatura alta (μ < T), i pronostica que el pas a la fase de QGP ocorre al voltant d'una temperatura de T = 150 MeV. Tanmateix, no pugui soler investigar el color interessant-estructura de fase superconductora a densitat alta i temperatura baixa.

### QCD al límit pertorbatiu
Donat que la QCD és asimptòticament lliure i esdevé feblement acoblada, els mètodes pertorbatius diagramàtics poden ser utilitzats només a densitats o temperatures unrealísticament altes. Aquests càlculs mostren que la fase de CFL ocorre a densitat molt alta.

### Models efectius
Per obtenir una aproximació a les fases de la QCD hom pot utilitzar un model que té alguns de les mateixes propietats i simetries de la QCD, però és més fàcil de manipular, com el model de Nambu-Jona-Lasinio, que no conté cap gluó i reemplaça la interacció forta per una interacció de quatre fermions. Una altra aproximació és el model de bossa de MIT, on els efectes de confinament són simulats per una densitat d'energia additiva que penalitza els quarks deconfinats. Per cada fase hom prepara una teoria efectiva per a les excitacions d'energia baixa en termes d'un nombre petit de paràmetres, que s'utilitza per fer prediccions a partir de paràmetres que poden ser fixats per observacions experimentals.

### AdS/QCD
Hi ha mètodes basats en la dualitat gauge-gravetat o correspondència AdS/CFT que permeten fer càlculs en teories de gravitació en 5-dimensions que són després hologràficament transformats en solucions per a teories a fort acoblament en 4-dimensions com la QCD.

#### Expansió 1/N
Hom pot fer càlculs tractant el nombre de colors N (N=3 en la QCD) com a nombre gran, i expandint pertorbativament el lagrangià de la QCD en exponents d'1/N.

#### Supersimetria
Afegint-hi quarks escalars (squarks) i gluons fermiònics (gluins) fa la teoria de la QCD més tractable, però la termodinàmica de la matèria de quarks depèn crucialment del nombre de graus de llibertat del sistema i del fet que els fermions són els únics que afecten el potencial barioquímic.